# Call of Duty: Black Ops: Declassified
Call of Duty: Black Ops: Declassified es un videojuego de disparos en primera persona, desarrollado por nStigate Games y distribuido por Activision para PlayStation Vita. El videojuego fue anunciado por Sony para la Electronic Entertainment Expo 2012, y se lanzó a nivel mundial el 12 de noviembre de 2012.
El videojuego se caracteriza por ser de un jugador y multijugador, y la trama tiene lugar entre Call of Duty: Black Ops y su secuela Call of Duty: Black Ops II. A diferencia de ambos, Call of Duty: Black Ops: Declassified no incluirá el modo zombis.
Los efectos visuales mejoraron, con unos mejores modelos de los enemigos y de las armas, además de tener mejores texturas.

## Jugabilidad

### Modo un jugador
La campaña para un jugador consiste en misiones en las que el jugador puede revivir para mejorar su desempeño en el videojuego.

### Modo multijugador
Los jugadores dispondrán de cuatro clases predeterminadas, cinco vestimentas y una clase que durará unas cuantas vidas, y como en las demás entregas, está la habilidad de poder subir de prestigio al llegar al nivel 40.

## Versiones
La versión norteamericana dispone de una descarga gratuita del videojuego Call of Duty: Roads to Victory.

## Recepción
Call of Duty: Black Ops: Declassified recibió críticas negativas en su lanzamiento, manteniendo una media del 33% en GameRankings basada en 42 críticas, y 33/100 en Metacritic basadas en 58 críticas. Dan Ryckert, de Game Informer, denominó al videojuego como appalling. Jeff Gerstmann, de Giant Bomb, lo citó como disjointed mess, criticando los controles y los problemas técnicos, como el nivel de su geometría, y los mapas del modo multijugador como so tiny that you'll literally spawn with an enemy in your crosshairs. Daniel Rutledge, de 3 News, dijo que la duración de la campaña en el modo un jugador era inferior a una hora, describiéndola como terrible value for money. Peter Willington, de Pocket Gamer, también se quedó impresionado, llamándolo a massive middle finger to the fans.
A pesar de las críticas negativas, el videojuego se dispuso en la deciomosexta posición de ventas en Reino unido, consiguiendo así el segundo videjouego mayor debutado en PlayStation Vita en 2012, siendo el primero Assassin's Creed III: Liberation.